# 알리폰소 4세

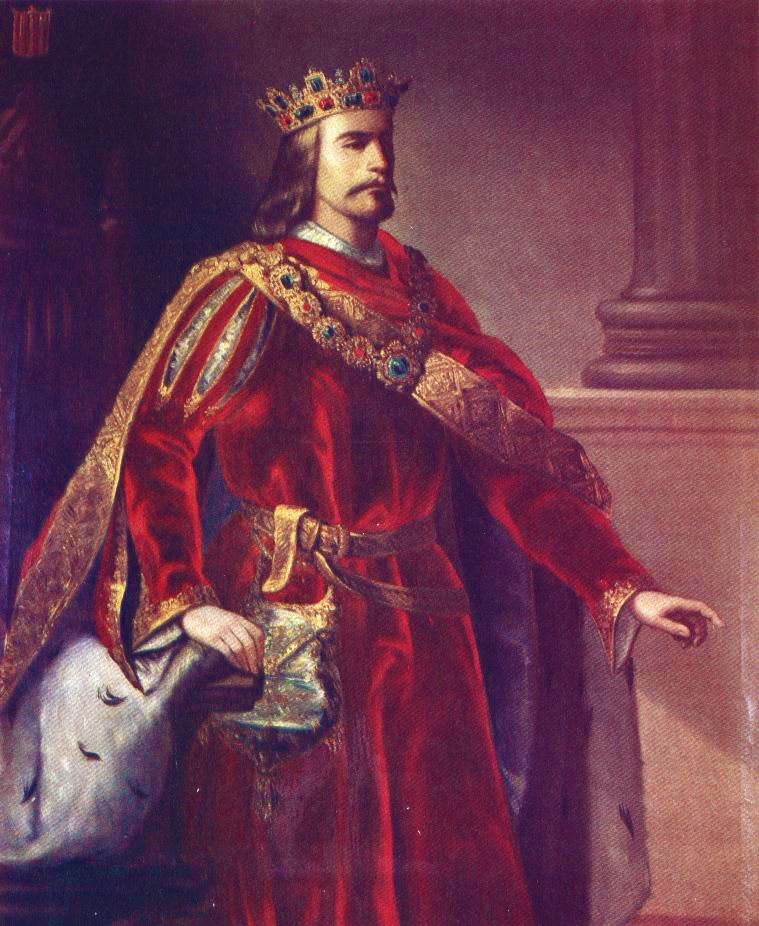
알리폰소 4세

알리폰소 4세(아라곤어: Alifonso IV d'Aragón)는 아라곤 왕국의 왕이자 바르셀로나 백작이다. 별명은 인자왕(아라곤어: lo Bueno).